# Église Sainte-Rictrude de Marchiennes
Pour les articles homonymes, voir Église Sainte-Rictrude.
L'église Sainte-Rictrude est une église catholique située à Marchiennes, en France. Elle est consacrée à sainte Rictrude, sainte franque du VIIe siècle qui fonda une abbaye ici.

## Localisation
L'église est située dans le département français du Nord, sur la commune de Marchiennes.

## Histoire

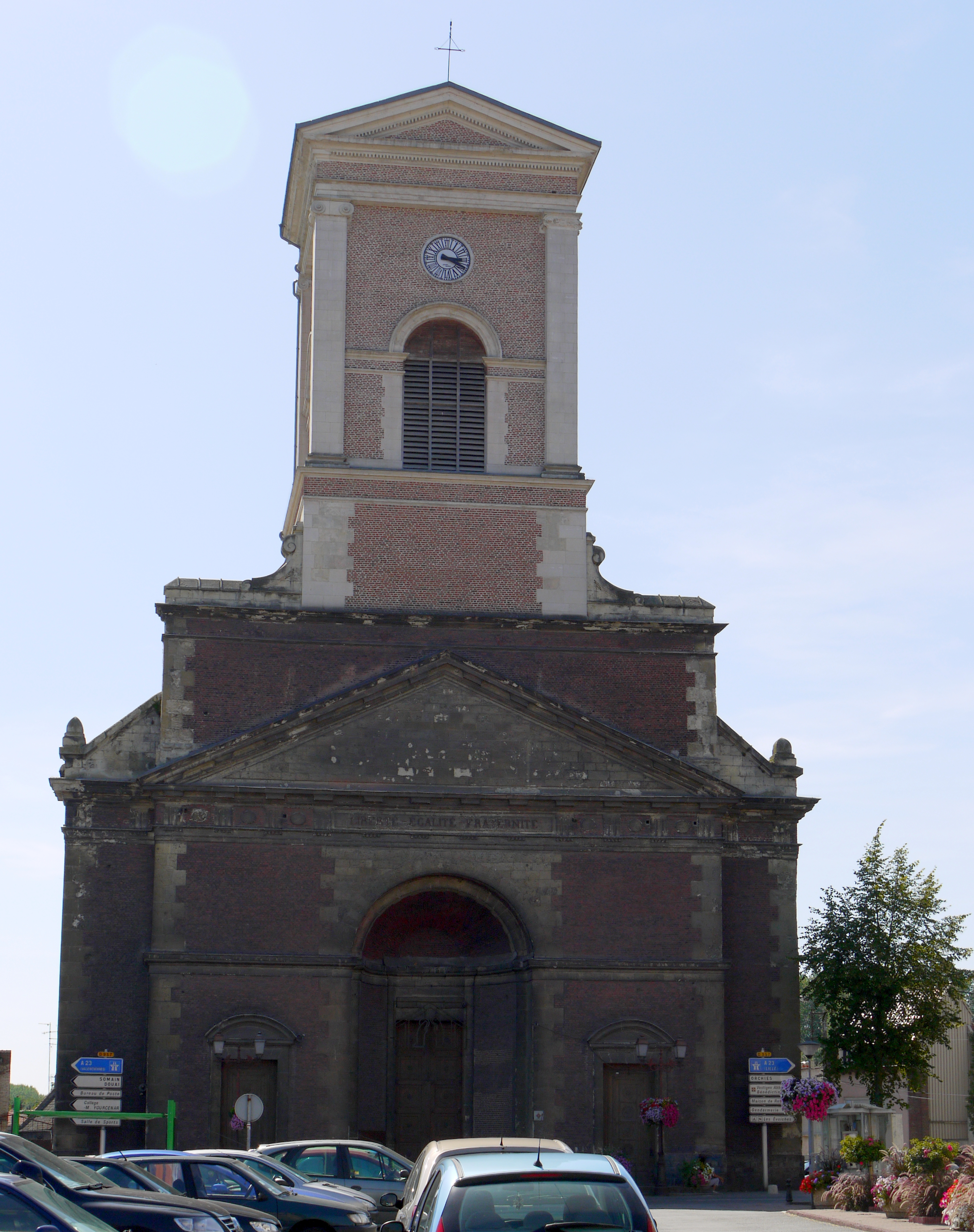
L'église en août 2009.

Une nouvelle église est mise en chantier à Marchiennes en 1786, après que le cimetière a été transféré en 1785, à la place d'une autre église datée du XIVe siècle ou du XVe siècle qui était jugée trop petite par rapport à la population de la ville. De plus, son clocher a été foudroyé en 1742, ce qui l'a fragilisée, et l’évêque d'Arras y interdit la pratique du culte par ordonnance du 8 octobre 1779. Les travaux sont stoppés en 1790 lorsque la tour s'effondre sur la nef. 
Il faut attendre 1811 pour qu'une nouvelle église soit reconstruite sur les mêmes lieux, ce relèvement ayant sans doute été décidé en 1808. La façade a été dessinée par l'architecte Jacques-François-Joseph Lesaffre : sur un soubassement en grès, la façade est élevée en brique, pierre calcaire blanche d’Hordain et pierre calcaire du Tournaisis. L'église est terminée en 1815, après trente-cinq ans sans lieu de culte.
La façade et le clocher sont entièrement restaurés en 1902 et 1903,. Lors du conseil municipal du 20 mai 1903, il est décidé de faire graver sur le fronton la devise « Liberté, Égalité, Fraternité ».
L'église est inscrite aux monuments historiques par arrêté du 6 mai 1992.
Le clocher est restauré en 2001. De mars à août 2011, la façade est refaite pour un coût de 181 354 €, dont 136 177 € pour la réfection des pierres et 45 177 € pour la couverture. L'orgue est également remis en état.
Le 3 janvier 2018, la moitié nord de la toiture du clocher s'envole sur la place à cause de la tempête Eleanor.

Les dégâts
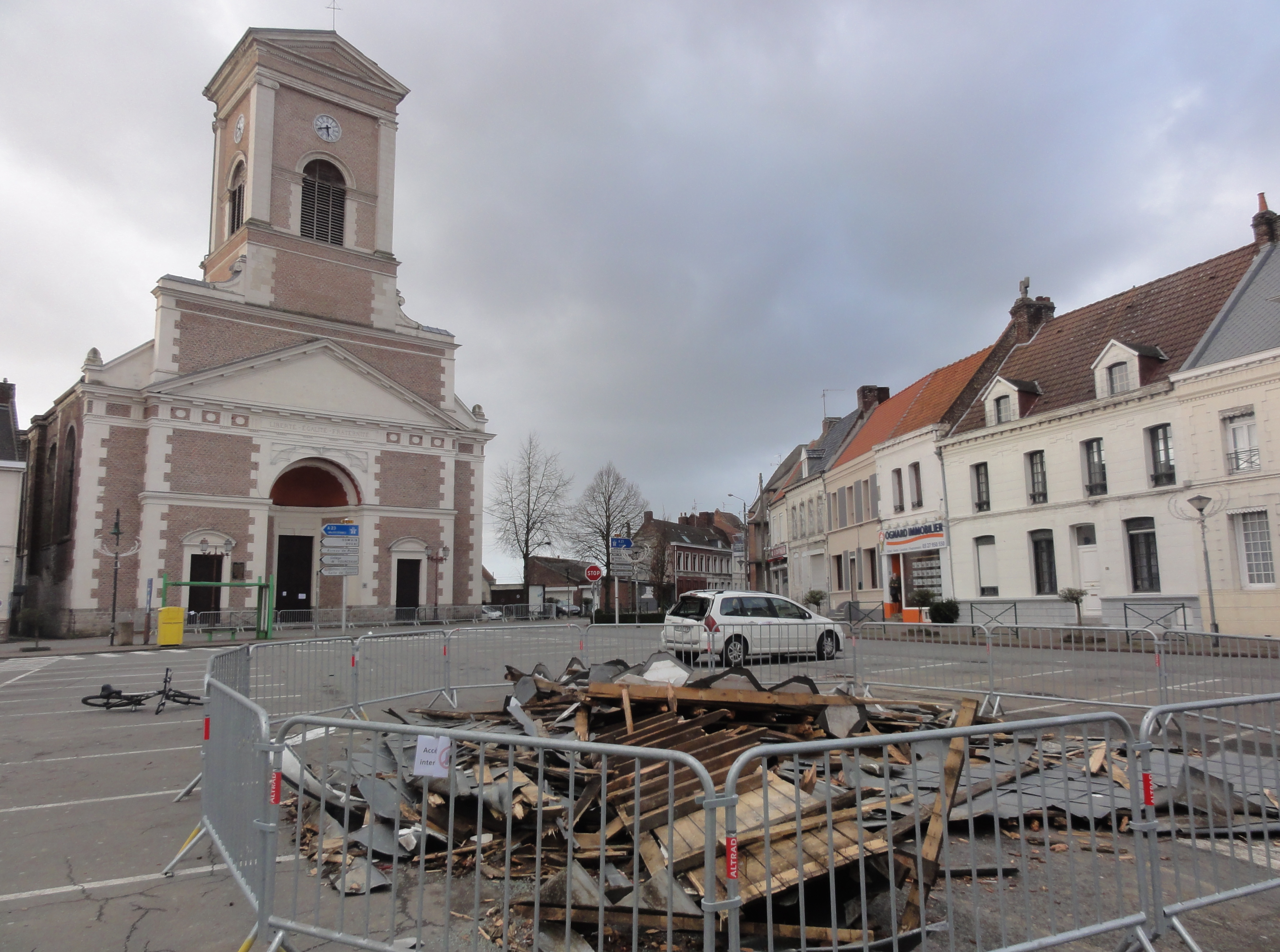
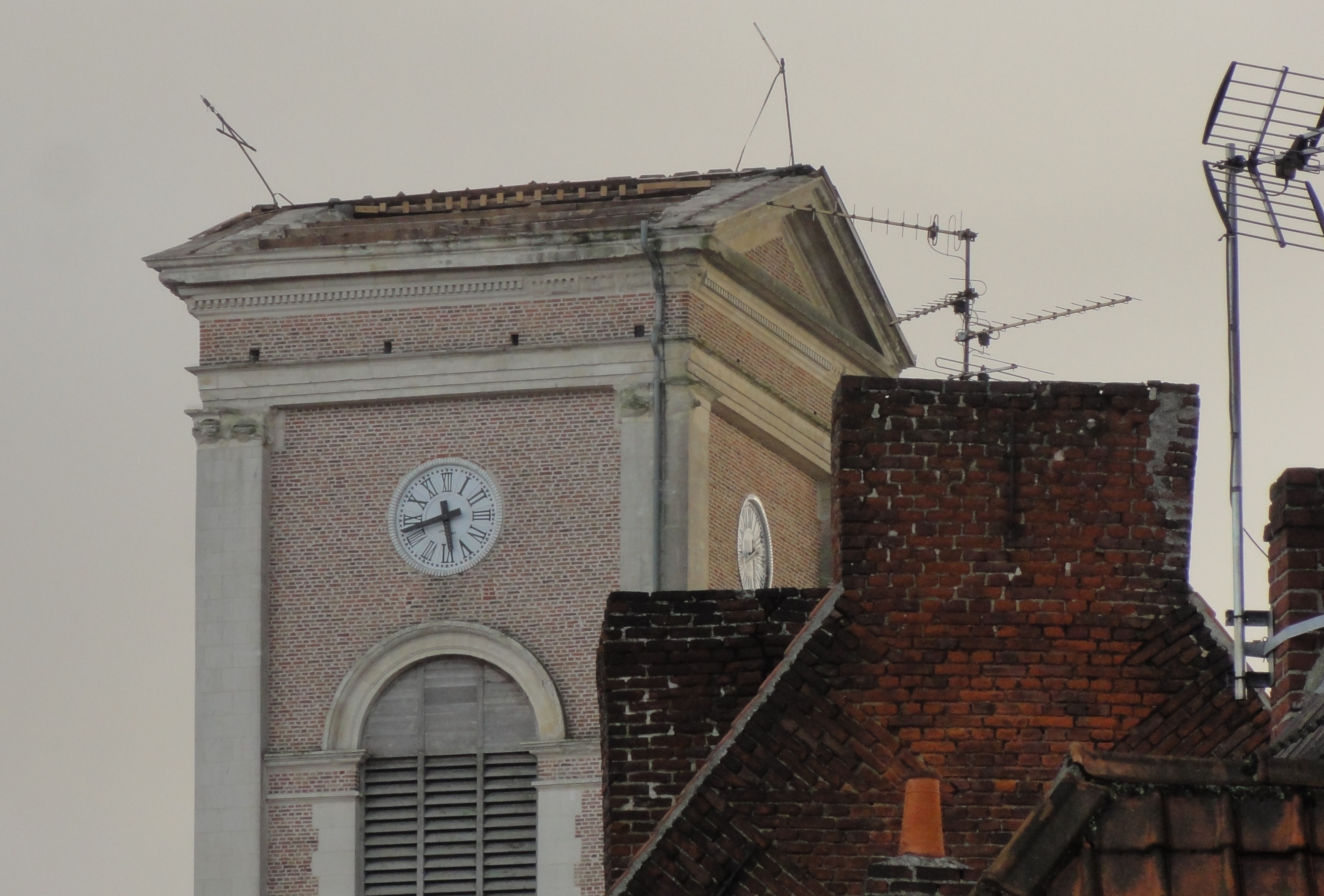
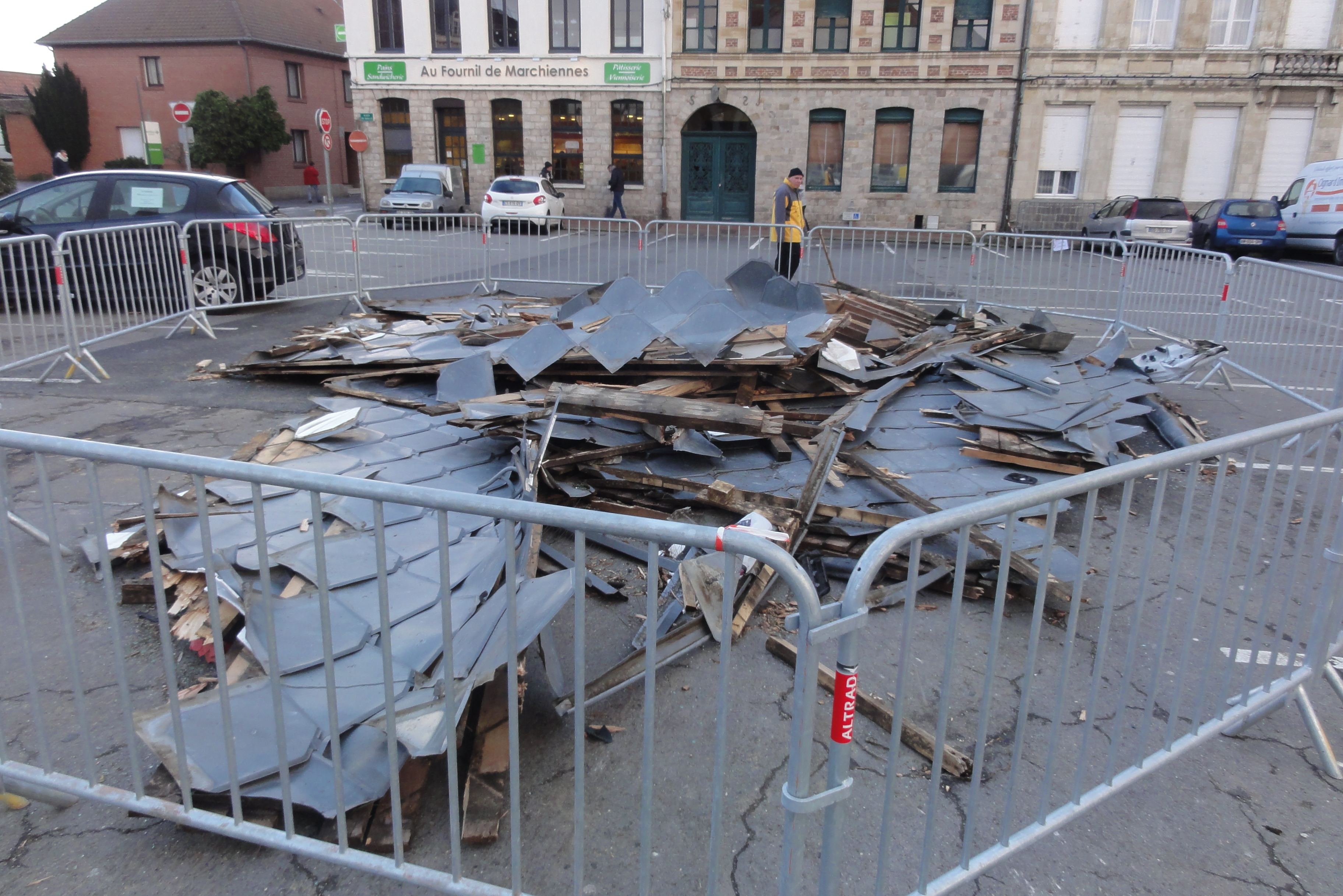
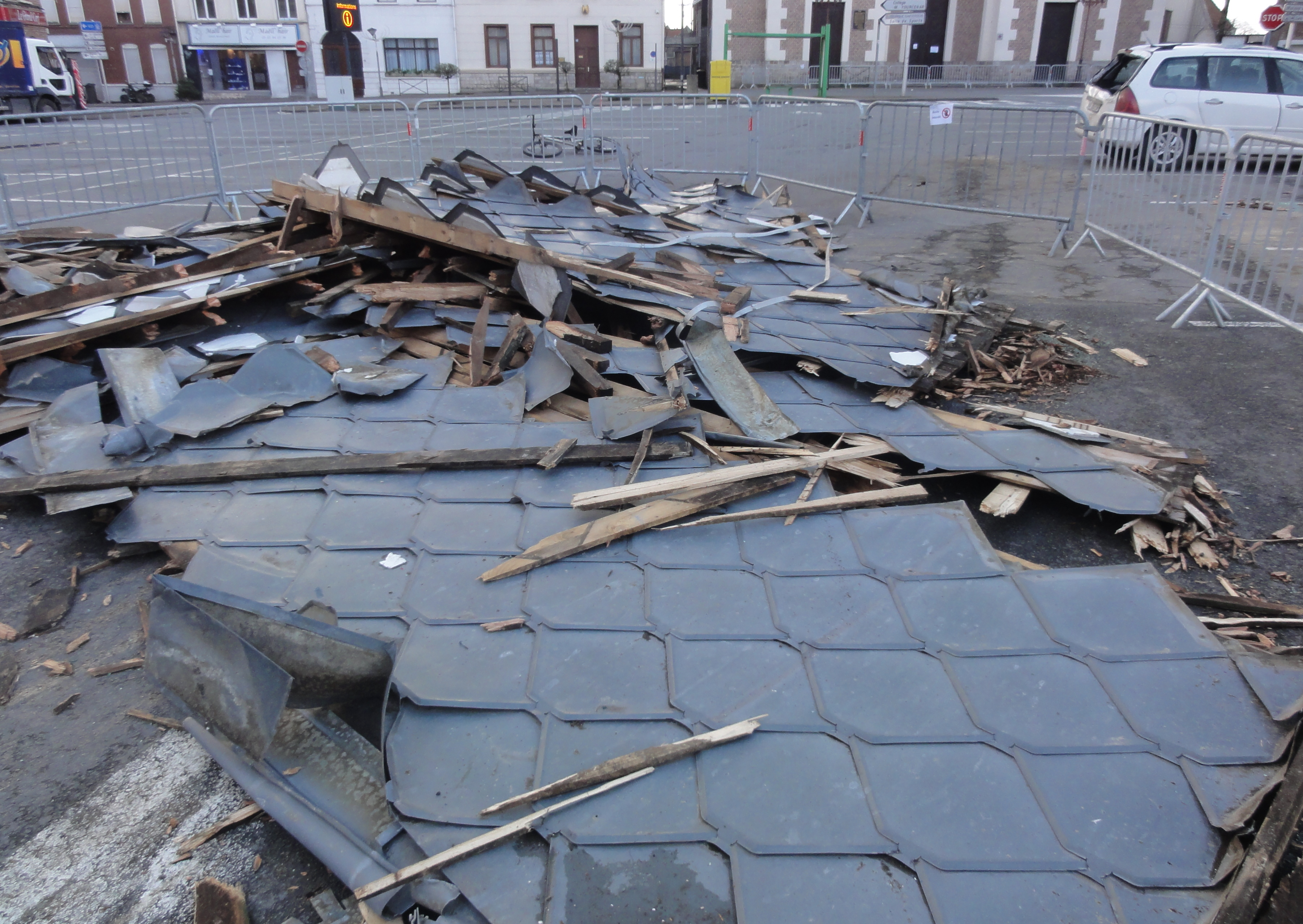
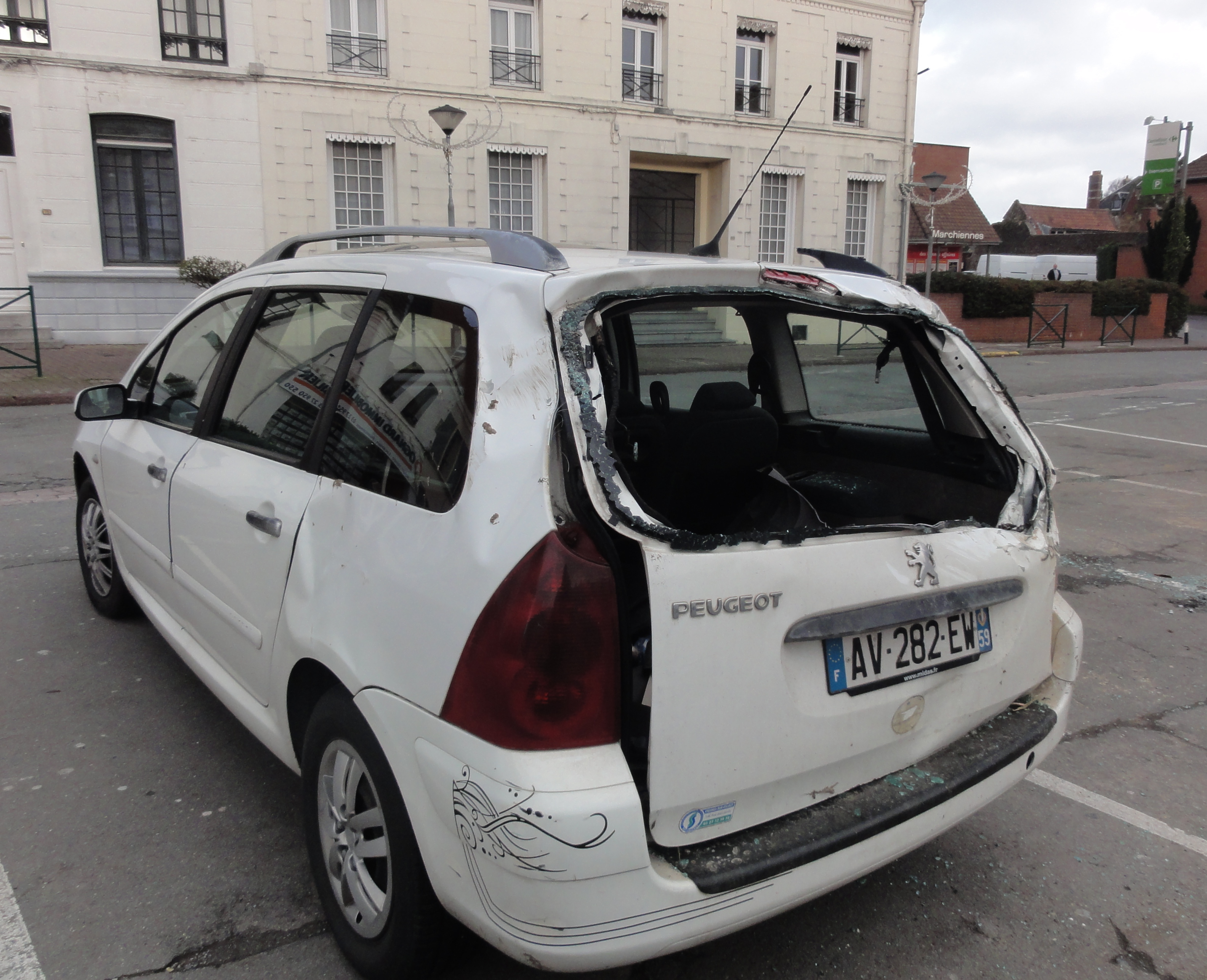